# Hans Buying

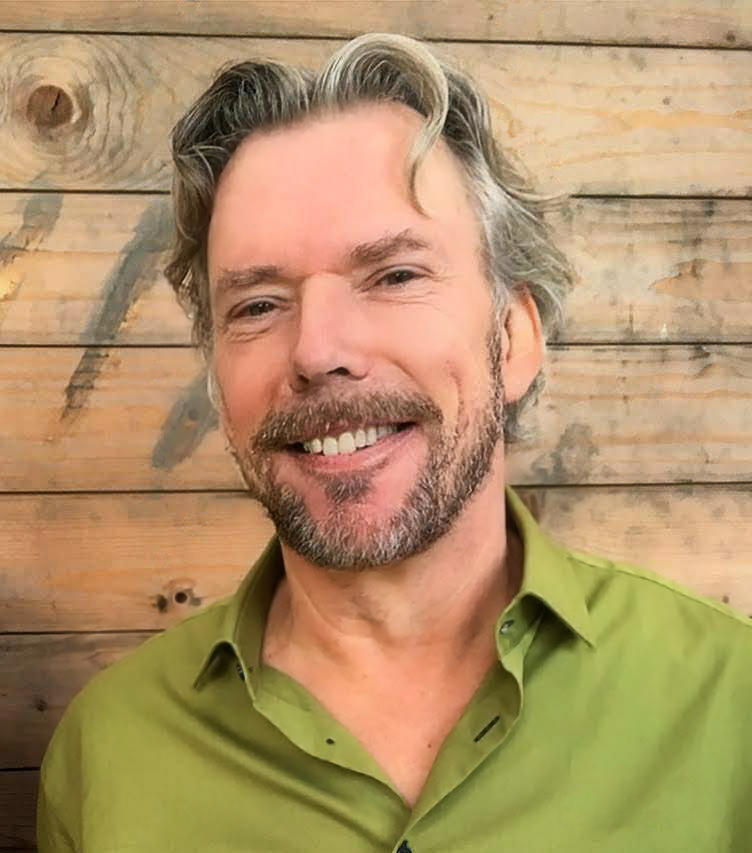
Hans Buying, 2020

Hans Buying (Winterswijk, 1960) is striptekenaar en oprichter van Comic House, een internationale organisatie van stripmakers, cartoonisten en animatoren, opgericht te Amsterdam in 1984.

## Geschiedenis
Hans Buying wordt in 1960 uit Rotterdamse ouders geboren in Winterswijk als de tweede van vier kinderen. Zoals bij veel tekenaars valt zijn talent al op tijdens de lagereschoolperiode. Na het middelbaar onderwijs verhuist hij op zijn 17e naar Utrecht, waar hij een vierjarige opleiding aan de School voor de Grafische Vakken in drie jaar voltooit. De tijd die rest tot de in die jaren onvermijdelijke dienstplicht vult hij met een dienstverband als illustrator bij een regionaal reclamebureau.

## Eerste publicatie
De eerste landelijke publicatie als striptekenaar vindt plaats in De Vrije Balloen, een stripblad dat in 1975 door een groep verontruste stripmakers werd opgericht naar aanleiding van de fusie van stripbladen Sjors en Pep. Op scenario van Balloenredacteur Rein van Willigen maakt Buying in de hieropvolgende jaren de strip Faust, die vanaf 1984 in het stripblad Robbedoes verschijnt en later door De Standaard wordt uitgegeven.

## Comic House
Eind 1984 laat Buying een lang gekoesterde wens in vervulling gaan en begint samen met schoolvriend Marcel Bosma een studio in Amsterdam. Onder de naam Comic House groeit deze studio al gauw uit tot een agentschap voor stripmakers en cartoonisten. Nadat Bosma in 1986 om persoonlijke redenen is afgehaakt, verhuist de studio naar het centrum van de stad en start door met een nieuwe studiobezetting bestaande uit Pieter Hogenbirk, Frank Lohmann, Cees Braaf en Ruud Hulleman.

## Computers en animatie
Met de komst van een Amigacomputer in 1987 speelt animatie binnen de studio een steeds grotere rol. In 1988 maakt Buying de leader voor het VPRO-programma De Brillekoker. Dit animatie-experiment trekt de aandacht van Hanco Kolk en Peter de Wit, die met plannen lopen om hun populaire strip Mannetje & Mannetje voor televisie te bewerken. Hans Buying bedenkt een simpele maar doeltreffende manier om de serie met beperkte middelen op de buis te krijgen. De VPRO zendt drie seizoenen van de serie uit. Mannetje & Mannetje wordt nu nog steeds gebruikt bij opleidingen, workshops en lezingen, als een vroeg voorbeeld van het gebruik van de computer in animatie en de ontwikkeling van een nieuwe beeldtaal.

## Samenwerkingsverbanden
In 1987 begint een hechte samenwerking met Gerard Steijn van het Amsterdamse agentschap Top Drawers. Uiteindelijk doel is een fusie tussen beide bedrijven. In 1989 trekt Buying zich echter terug en besluit om zelfstandig door te gaan. Later dat jaar leidt een ontmoeting met Miriam van Velthoven, op dat moment werkzaam bij agentschap The Reps, wel tot een samenwerking. Zij stapt als partner over naar Comic House.
Met de komst van Wilbert Plijnaar en Piet Kroon, groeit Comic House gedurende de jaren negentig uit tot een belangrijke producent op het gebied van 2D- en 3D-animatie. Samen met een aantal collega's richt Buying in 1994 de Society of Artists Agents Holland (SAAH) op. Deze vakorganisatie zorgt voor breed gedragen leverings- en betalingsvoorwaarden, en maakt vaste afspraken over gebruiksrechten van illustraties. De SAAH gaat in 2000 op in de BNO.
In 2000 verhuist Comic House naar Oosterbeek, waar de groep vertegenwoordigde auteurs groeit van veertig naar ruim tachtig. Comic House is daarmee een gezaghebbende partner voor bedrijven, uitgevers, reclamebureaus en de overheid en pleit vanuit die positie onverminderd voor de belangen en rechten van haar auteurs. Samen met een aantal andere beroeps- en belangenorganisaties voor beeldmakers werkte Hans Buying mee aan een lobby om de positie van zelfstandige auteurs te verbeteren. Dit resulteerde onder meer in het een boekje Recht op Beeld, over de toekomst van het auteursrecht, dat werd aangeboden aan de Tweede Kamer. De lobby was succesvol en leidde in 2015 tot invoering van de Wet auteurscontractenrecht (art. 25b-h Auteurswet).  In 2013 opent Comic House een tweede vestiging in Amsterdam.